# Bing xRank
Bing xRank (anteriormente Live Search xRank) foi um serviço de busca como parte do mecanismo de busca Bing, da Microsoft. Manteve informações de celebridades notáveis, músicos, políticos e blogueiros e os classificou na ordem de popularidade nos resultados da consulta de pesquisa do Bing. Em outubro de 2010, Bing xRank foi descontinuado.

## Recursos
- xRank Today destacava os dez principais motivos no Bing xRank nas últimas 24 horas, seção de temas populares e seções resumidas para cada uma das quatro categorias do xRank: celebridades, músicos, políticos e blogueiros;
- xTreme Movers classificava as principais palavras-chave no Bing em termos de volume de pesquisa das últimas 24 horas e também mostrava um gráfico dos principais termos de pesquisa dos últimos 30 dias;
- Comparava duas pessoas na mesma categoria durante suas xRanks nos últimos 30 dias;
- Rastreava os movimentos na classificação para a pessoa de interesse;
- xRank Histórico permitia aos usuários visualizar popularidade da  pessoa notável durante os últimos seis meses;
- Pesquisar e navegar através de uma biografia ou obter as últimas notícias da pessoa notável;
- Explorar vídeos mais recentes de uma pessoa notável, imagens, filmes ou álbuns;
- Mostrava informações dos relacionamentos da pessoa de interesse e da sua associação com outras pessoas notáveis.